# Cristina Soriano
María Cristina Soriano Gil (ur. 11 sierpnia 1949 w Yecli) – hiszpańska i baskijska polityk, samorządowiec, w 2004 deputowana do Parlamentu Europejskiego.

## Życiorys
Z wykształcenia filolog romański, pracowała jako nauczycielka w szkolnictwie średnim. W 1980 wstąpiła do związku zawodowego UGT, została też wówczas członkinią Hiszpańskiej Socjalistycznej Partii Robotniczej (PSOE). Była radną Yecli (1979–1983 i od 1987), pełniła funkcję alkada tej miejscowości (1991–1995). Zasiadała w parlamencie wspólnoty autonomicznej Murcji I (1987–1989) i IV kadencji (1995–1999).
W 1999 bez powodzenia kandydowała do Parlamentu Europejskiego. Deputowaną V kadencji została w kwietniu 2004. Była członkinią grupy socjalistycznej. Pracowała jako wiceprzewodnicząca Komisji Rolnictwa i Rozwoju Obszarów Wiejskich. Z PE odeszła w lipcu tego samego roku. Pozostała aktywna w polityce, w 2007 ponownie kandydowała do rady miejskiej Yecli.